# Liste der Monuments historiques in Bayeux
Die Liste der Monuments historiques in Bayeux führt die Monuments historiques in der französischen Stadt Bayeux auf.

## Liste der Bauwerke
| Bezeichnung                                        | Beschreibung | Standort                                | Kennzeichnung | Schutzstatus | Datum | Bild |
| -------------------------------------------------- | ------------ | --------------------------------------- | ------------- | ------------ | ----- | ---- |
| Haus Adam und Eva                                  |              | 6, rue Bienvenue (Lage)                 | PA00111055    | Classé       | 1959  |      |
| Haus                                               |              | 36, rue des Bouchers (Lage)             | PA00111056    | Inscrit      | 1927  |      |
| Haus                                               |              | 76, rue des Bouchers (Lage)             | PA00111057    | Inscrit      | 1927  |      |
| Maison du Gouverneur                               |              | Rue Bourbesneur (Lage)                  | PA00111058    | Classé       | 1924  |      |
| Ehemaliges Kloster Charité                         |              | 1, rue de Cabourg (Lage)                | PA00111043    | Classé       | 1972  |      |
| Haus                                               |              | Place de la Cathédrale (Lage)           | PA00111059    | Classé       | 1914  |      |
| Haus                                               |              | 10/12, rue des Chanoines (Lage)         | PA00111060    | Inscrit      | 1986  |      |
| Haus                                               |              | 1, rue des Cuisiniers (Lage)            | PA00111061    | Classé       | 1924  |      |
| Fachwerkhaus                                       |              | 3, rue des Cuisiniers (Lage)            | PA00111062    | Classé       | 1941  |      |
| Haus                                               |              | 5, rue Franche (Lage)                   | PA00111063    | Classé       | 1927  |      |
| Hôtel de la Crespellière                           |              | 7, rue Franche (Lage)                   | PA00111048    | Inscrit      | 1984  |      |
| Hôtel Fréard du Castel                             |              | 7, rue de la Cambette (Lage)            | PA00111050    | Inscrit      | 1984  |      |
| Hôtel de la Tour du Pin oder Hôtel de Bricqueville |              | 14, rue du Général-de-Dais (Lage)       | PA14000016    | Classé       | 2000  |      |
| Hôtel de Castilly                                  |              | 8 bis 16, rue du Général-de-Dais (Lage) | PA00111047    | Classé       | 1982  |      |
| Ausgrabungen der gallo-römischen Befestigung       |              | 12, rue Laitière (Lage)                 | PA00111068    | Inscrit      | 1988  |      |
| Hôtel de Ville                                     |              | Place de l’Hôtel-de-Ville (Lage)        | PA00111053    | Classé       | 1996  |      |
| Maison Louis XV                                    |              | Rue Larcher (Lage)                      | PA00111064    | Inscrit      | 1927  |      |
| Hôtel Morel de la Carbonnière                      |              | 17, rue de la Maîtrise (Lage)           | PA00111051    | Inscrit      | 1973  |      |
| Ehemaliges Hôtel-Dieu                              |              | 13bis, rue de Nesmond (Lage)            | PA00111823    | Classé       | 1994  |      |
| Ehemaliges Seminar                                 |              | 13bis, rue de Nesmond (Lage)            | PA00111067    | Classé       | 1862  |      |
| Park                                               |              | 55, rue de Port-en-Bessin (Lage)        | PA14000077    | Inscrit      | 2008  |      |
| Hôtel de Royville                                  |              | 14, rue Royale (Lage)                   | PA00111052    | Inscrit      | 1974  |      |
| Hôtel du Croissant                                 |              | 51, rue Saint-Jean (Lage)               | PA00111049    | Inscrit      | 1975  |      |
| Hotel Du Fresne                                    |              | 4, rue Saint-Malo (Lage)                | PA00111065    | Inscrit      | 1927  |      |
| Hôtel du Cadran                                    |              | 6/8, rue Saint-Martin (Lage)            | PA14000008    | Classé       | 1998  |      |
| Manoir de la Caillerie                             |              | 56, rue Saint-Patrice (Lage)            | PA00111066    | Inscrit      | 1928  |      |
| Ehemaliger Bischofssitz                            |              | Rue Lambert-Leforestier (Lage)          | PA00111046    | Inscrit      | 1929  |      |
| Kirche Saint-Patrice                               |              | (Lage)                                  | PA00111045    | Classé       | 1923  |      |
| Kathedrale von Bayeux                              |              | (Lage)                                  | PA00111042    | Classé       | 1862  |      |